# John McDowell
John McDowell (n. 1942) es un filósofo sudafricano.

## Biografía
Los primeros trabajos de McDowell fueron influidos por Donald Davidson y se opuso a las opiniones de Michael Dummett y Crispin Wright sobre el problema de la comprensión lingüística. Más tarde, publicó en la filosofía moral, argumentando a favor de un agente virtuoso ideales en su teoría del valor, y la filosofía de la mente.  El trabajo de McDowell en la última disciplina está fuertemente influido por Rorty y Sellars.